# Christoph Lindenhofer
Christoph Lindenhofer (* 26. Juli 1991 in Linz) ist ein ehemaliger österreichischer Eishockeytorwart, der zuletzt beim EHC Liwest Black Wings Linz in der Erste Bank Eishockey Liga unter Vertrag stand.

## Karriere
Christoph Lindenhofer begann seine Karriere als Eishockeyspieler in seiner Heimatstadt in der Nachwuchsabteilung des EHC Linz, für dessen Junioren er bis 2006 aktiv war. Anschließend wechselte der Torwart innerhalb Österreichs in die Nachwuchsabteilung des EC Red Bull Salzburg, für dessen U20-Junioren er in den folgenden vier Jahren auflief. Zur Saison 2010/11 kehrte er zu seinem Heimatverein aus Linz zurück, bei dem er sowohl für die Profimannschaft in der Erste Bank Eishockey Liga, sowie deren zweite Mannschaft in der drittklassigen Eishockey-Oberliga auflief. Sein Profidebüt in der EBEL gab Lindenhofer am 8. Oktober 2010 bei der 0:9-Auswärtsniederlage seiner Mannschaft beim KHL Medveščak Zagreb. Nachdem dies sein einziges Spiel in der österreichischen Eliteklasse geblieben war, beendete er 2012 seine Karriere.

### International
Im Juniorenbereich vertrat Lindenhofer Österreich bei der U20-Weltmeisterschaft 2011 in der Division I und erreichte dort hinter dem Dänen Lasse Jensen und seinem österreichischen Landsmann Andreas Brenkusch die drittbeste Fangquote des Turniers.